# Carpinus eximia
Carpinus eximia är en björkväxtart som beskrevs av Takenoshin Nakai. Carpinus eximia ingår i släktet avenbokar, och familjen björkväxter. Inga underarter finns listade.
Trädet förekommer endemiskt i Nordkorea. Det saknas informationer om artens habitat och möjliga hot. IUCN listar arten med kunskapsbrist (DD).